# Aleksandar Tirnanić
Aleksandar "Tirke" Tirnanić (Servisch: Александар "Тирке" Тирнанић) (Krnjevo nabij Smederevo, 15 juli 1910 - Belgrado, 13 december 1992) was een Joegoslavische voetballer en manager.

## Het vroege leven en het begin
Tirnanić, geboren in het centraal-Servische stadje Krnjevo, was nog klein kind toen hij samen met zijn familie naar de hoofdstad Belgrado verhuisde. Zijn vader heeft hij vrijwel niet gekend. Zijn vader stierf namelijk in 1914 tijdens de Eerste Wereldoorlog. 
Opgegroeid door een alleenstaande moeder, ontwikkelde de jonge Tirnanić al snel een liefde voor voetbal, die hij eindeloos speelde op de velden van Bara Venecija op de rechteroever van de rivier de Sava. Hij werd daar gespot door coach Radenko Mitrović die de getalenteerde jongeling naar het jeugdteam van Jugoslavija Beograd bracht. Tirnanić verhuisde echter al snel naar het jeugdteam van de aartsrivaal, namelijk OFK Beograd. Hier ontpopte hij zich snel tot een rechtsbuiten. Toen hij zijn potentieel realiseerde, verdiepte hij zich volledig in het voetbal en verliet hij de school.

## Carrière
Hij maakte zijn debuut in het eerste elftal als 17-jarige, merkte zichzelf al snel op als een bekwame en temperamentvolle speler en vormde een partnerschap op het middenveld met Moša Marjanović.
Tirnanić bracht het grootste deel van zijn clubcarrière door bij OFK Beograd, waarvoor hij 500 wedstrijden speelde. Tijdens zijn loopbaan bij OFK had Tirnanić concurrentie in de vorm van Leo Lemešić (1924-1940) en Ljubo Benčić (1921-1935) die speelde voor Hajduk Split. Uiteindelijk speelde hij 50 interlands en scoorde hij 12 doelpunten voor het nationale team van het Koninkrijk Joegoslavië van 1929 tot 1940. In 1937 verhuisde hij opnieuw naar Jugoslavija Beograd waar hij speelde tot 1938. Daarna maakte hij een transfer naar FK BASK.  Voor BASK speelde hij van 1938 tot 1939. Later speelde hij nog voor twee in Belgrado gevestigde clubs NK Jedinstvo Bihac (1939-1941) en Sloga (1942-1943). 

## Internationale carrière
Tirnanić verscheen ook op het WK van 1930. De dag voordat hij 20 werd maakte hij een doelpunt, waarmee hij destijds de jongste doelpuntenmaker op het WK was. Later werd hij verslagen door Manuel Rosas in 1930, Pelé in 1958, Michael Owen in 1998, Dmitri Sychev in 2002 en de laatste Lionel Messi in 2006, wat hem de zesde jongste doelpuntenmaker in de FIFA World Cup maakt. Later coachte hij het Joegoslavische team in nog twee Wereldbekers, 1954 en 1958, de voetbaltoernooien op de Olympische Zomerspelen, 1948, 1952 en 1960 toen Joegoslavië de gouden medaille won, en verscheen ook in de European Nations' Cup 1960 toen Joegoslavië de tweede plaats behaalde.
Tijdens de Balkan Cup, gehouden in 1935 in Athene, Griekenland, waren Tirnanić en Aleksander Tomašević de topscorers van het toernooi met elk 3 goals. Dankzij deze bijdragen won Joegoslavië in die editie de Balkan Cup en liet Griekenland, Roemenië en Bulgarije achter zich. 
In de films Montevideo, God Bless You! (2010) en See You in Montevideo (2014), werd Tirnanić gespeeld door acteur Miloš Biković.

### Interland doelpunten
Doelpunten voor Joegoslavië
| #   | Datum             | Stadion                                           | Tegenstander | Scoren | Resultaat | Wedstrijd             |
| --- | ----------------- | ------------------------------------------------- | ------------ | ------ | --------- | --------------------- |
| 1.  | 13 april 1930     | BSK Beograd Stadium, Belgrado, Joegoslavië        | Bulgarije    | 3 – 1  | 6-1       | Vriendschappelijk     |
| 2.  | 15 juni 1930      | Levski Field, Sofia, Bulgarije                    | Bulgarije    | 1 –2   | 2-2       | Vriendschappelijk     |
| 3.  | 14 juli 1930      | Estadio Gran Parque Central, Montevideo, Uruguay  | Brazilië     | 1 –0   | 2-1       | FIFA Wereldbeker 1930 |
| 4.  | 4 oktober 1931    | Yunak Stadium, Sofia, Bulgarije                   | Bulgarije    | 1 –0   | 2-3       | 1931 Balkan Cup       |
| 5.  | 26 juni 1932      | BSK Beograd Stadium, Belgrado, Joegoslavië        | Griekenland  | 1 – 1  | 7-1       | 1932 Balkan Cup       |
| 6.  | 10 september 1933 | Pools Legerstadion, Warschau, Polen               | Polen        | 3 –4   | 3-4       | Vriendschappelijk     |
| 7.  | 3 juni 1934       | BSK Beograd Stadium, Belgrado, Joegoslavië        | Brazilië     | 7 –4   | 8-4       | Vriendschappelijk     |
| 8.  | 25 december 1934  | Apostolos Nikolaidis Stadium, Athene, Griekenland | Bulgarije    | 3 – 1  | 4-3       | 1934-1935 Balkan Cup  |
| 9.  | 25 december 1934  | Apostolos Nikolaidis Stadium, Athene, Griekenland | Bulgarije    | 4 – 1  | 4-3       | 1934-1935 Balkan Cup  |
| 10. | 1 januari 1935    | Apostolos Nikolaidis Stadium, Athene, Griekenland | Roemenië     | 1 –0   | 4-0       | 1934-1935 Balkan Cup  |
| 11. | 12 juli 1936      | Taksimstadion, Istanbul, Turkije                  | Turkije      | 3 –2   | 3-3       | Vriendschappelijk     |
| 12. | 6 september 1936  | BSK Beograd Stadium, Belgrado, Joegoslavië        | Polen        | 9 –3   | 9-3       | Vriendschappelijk     |